# Annike Hagen
Annike Hagen (...) è un'ex sciatrice alpina norvegese.

## Biografia
Sciatrice polivalente, Annike Hagen vinse la medaglia d'argento nella discesa libera, nello slalom speciale e nella combinata e quella di bronzo nello slalom gigante ai Campionati norvegesi 1976; non prese parte a rassegne olimpiche e non ottenne piazzamenti di rilievo in Coppa del Mondo o ai Campionati mondiali.

## Palmarès

### Campionati norvegesi
- 4 medaglie:
  -  3 argenti (discesa libera, slalom speciale, combinata nel 1976)
  -  1 bronzo (slalom gigante nel 1976)[senza fonte]